# モジュラー表現論
数学の一分野としてのモジュラー表現論（モジュラーひょうげんろん、英: modular representation theory）は表現論の一部として、有限群 G の正標数の体 K 上での線型表現を研究する。群論への応用を持つのみならず、モジュラー表現論は代数幾何学、符号理論、組合せ論、数論など他の数学分野においても自然に生じてくる。
有限群論において、ブラウアーがモジュラー表現論を用いて証明した指標理論的な結果は、有限単純群の分類の過程で、特にそのシロー 2-群が適当な意味において小さすぎるために純群論的手法では従順でないと特徴付けられる単純群に対して、重要な役割を果たした。また、グローバーマンがブラウアーの展開した理論を用いて示した、有限群の位数 2 の元の埋め込みに関する一般的な結果は、Z∗-定理と呼ばれ、分類を進めるうえで特に有効であった。
係数体 K の標数が群 G の位数を整除しないならば、マシュケの定理によりモジュラー表現は完全可約となり、これは通常表現（標数 0 の表現）と同様である。マシュケの定理の証明は群の位数が割れないことに依拠しており、これは K の標数が G の位数を整除するときには意味を成さない。この場合、表現は必ずしも完全可約に限らず、通常表現の場合あるいは標数が群の位数と互いに素の場合とは対照的である。以下ではほとんどの場合、体 K は十分大きい（例えば K が代数閉体ならば十分）ものと暗黙に仮定する（さもなくば、主張をもう少し仔細に込み入ったものとせねばならないであろう）。

## 歴史
有限体上の表現論に関する最初期の結果として Dickson (1902) は、標数 p が群の位数を割らないならばその表現論は標数 0 の表現論と同様にできることを示した。ディクソンは、幾つかの有限群のモジュラー不変量についても研究している他、Dickson行列に基づいた各種の符号はGabidulin符号と共に古典的ではあるが符号理論における重要な応用に寄与している。標数が群の位数を割る場合のモジュラー表現の系統的な研究は、Brauer (1935) に始まり、以来数十年の研究がつづけられている。

## 例
二元体 F2 上の位数 2 の巡回群の表現を求めることは、平方が単位行列となるような行列を求める問題に等価である。標数が 2 でない任意の体上では、そのような行列は
{\displaystyle {\begin{bmatrix}1&0\\0&-1\end{bmatrix}}}
のように対角成分に 1 か −1 しか現れない対角行列を基底として表すことができる。一方、F2 上ではもっとたくさんの行列が可能で、例えば
{\displaystyle {\begin{bmatrix}1&1\\0&1\end{bmatrix}}}
のようなものも平方は単位行列になる。
正標数の代数閉体上での有限巡回群の表現論はジョルダン標準形の理論で完全に説明がつけられる。非対角ジョルダン標準形は標数が群の位数を割るときに現れる。

## 環論的解釈
体 K と有限群 G が与えられたとき、G の元を K 上の基底とする K-線型空間に G の乗法を線型に拡張して得られる環の乗法を入れて得られる、群環 K[G] はアルティン環を成す。
群 G の位数が体 K の標数を整除するとき、群環 K[G] は半単純でなく、従って零でないジャコブソン根基を持つ。この場合、群環上の有限次元加群で射影的でないものが存在する。対照的に、標数 0 の場合には、任意の既約表現が正則表現の直和因子となり、従って射影的になる。

## ブラウアー指標
モジュラー表現論はリチャード・ブラウアーが1940年ごろから展開したもので、標数 p の表現と通常の指標理論、および G の構造との非常に深い関係性を研究するものである。特に後者はその p-部分群の埋め込みおよびもとの群 G との関係性についてのものになっている。これらの結果は、群論において表現の言葉では直接的に言い表せない問題に適用することができた。
ブラウアーは今日ではブラウアー指標と呼ばれている概念を導入した。K が正標数 p の代数閉体であるとき、K に属する 1 の冪根と、位数が p と素な 1 の複素冪根との間に一対一対応が存在する。そのような全単射を一つ決めて固定するとき、表現のブラウアー指標は、その群で位数が p と素な各元に、その元の表現空間における（重複度込みの）固有値に対応する 1 の複素冪根の総和を割り当てるものである。
表現のブラウアー指標はその組成因子を決定するが、一般には同値型を決定するものでない。既約ブラウアー指標は単純加群によって組成因子が与えられる。既約ブラウアー指標は、通常の既約指標を位数が p と素であるような元に制限したものの（必ずしも非負でない）整係数線型結合である。逆に、各通常既約指標の位数が p と素な元への正弦は、既約ブラウアー指標の非負整係数線型結合として一意的に表される。

## 剰余還元
この理論は初めにブラウアーが展開したもので、通常表現論とモジュラー表現論との繋がりは、剰余体 K の標数が p である完備離散賦値環 R に係数を取る群 G の群環 R[G] と標数 0 の商体とを考えることで最も体現される。群環 R[G] の構造は、群環 K[G] の構造とも半単純群環 F[G] の構造とも近しい関係を持ち、これた三つの多元環上の加群の理論の間には多くの相互作用が存在する。
各 R[G]-加群は自然に F[G]-加群を生じ、また俗に法 p に関する還元と呼ばれる方法で K[G]-加群を生じる。一方、R は主イデアル整域ゆえ、各有限次元 F[G]-加群は或る R[G]-加群から係数拡大によって得られる。しかし一般に、任意の K[G]-加群は必ずしも R[G]-加群の剰余還元として得られるわけではなく、そのようにして得られる加群は持ち上げ可能 (liftable) であると言う。

## 単純加群の総数
通常表現論においては、単純加群 k(G) の総数は G の共軛類の総数に等しいのであった。モジュラー表現論の場合、単純加群の総数 l(G) は想定する素数 p と互いに素な位数を持つ元の共軛類（p-正則類）の総数に等しい。

## ブロックおよび群環の構造
モジュラー表現論において、マシュケの定理は標数が群の位数を割る場合には成立しないけれども、群環はブロックと呼ばれる両側イデアルの極大集合の直和に分解することができる（体 K の標数が 0 または群の位数と互いに素であるときにも、群環 K[G] をブロック（何れも単純加群に同型）の直和に分解することができるが、この状況は（少なくとも K が十分大きな場合には）比較的わかりやすい。各ブロックは K 上の全行列環であり、それは対応する単純加群の台となる線型空間の自己準同型環である）。
ブロックを得るために、群 G の単位元を F の極大整環 R 上の群環の中心 Z(R[G]) に属する原始冪等元（原始中心冪等元）の和に分解する。原始冪等元 e に対応するブロックは、両側イデアル e.R[G] である。任意の直既約 R[G]-加群に対し、そのような原始冪等元で加群を零化しないものはただ一つしかなく、またそのような加群は対応するブロックに属する（または含まれる）という（今の場合、群の組成因子はすべてこのブロックに属する）。特に、任意の単純加群はただ一つのブロックに属する。任意の通常既約指標も、その既約指標の和への分解に従ってただ一つのブロックに割り当てられる。自明加群を含むブロックは主ブロック (principal block) と呼ばれる。

## 射影加群
通常表現論においては、任意の直既約加群は既約であり従って任意の加群が射影的となる。しかし、標数が群の位数を割るような単純加群が射影的となるのは希である。実際、単純加群が射影的ならば、それはその単純加群が自身のブロックに属する場合に限り、従ってそれは台となる線型空間の自己準同型多元環である全行列環と同型にならねばならない。この場合、そのブロックは「不足数 0」を持つという。一般に、射影加群の構造は決定が困難である。
有限群の群環については、直既約射影加群（の同型類）は単純加群（の同型類）と一対一に対応する。各直既約射影加群の座（あるいは底）は単純（かつ最大元に同型）であり、先の全単射によって互いに同型でない直既約射影加群は、その座も互いに同型にならない。（正則表現と見た）群環の直和因子としての直既約射影加群の重複度は、その座の次元に一致する（標数 0 の十分大きな体に対しては、各単純加群が正則表現の直和因子としての次元に等しい重複度で現れるという事実が、これにより回復される）。
正標数 p の任意の直既約射影加群は（従ってまた、任意の射影加群は）標数 0 の加群に持ち上げることができる。上述した剰余体 K を持つ環 R を用いて、G の単位元を K[G] の互いに直交する（必ずしも中心的でない）原始冪等元の和として分解することができて、任意の直既約射影 K[G]-加群はこの分解に現れる適当な原始冪等元 e に対する e.K[G] に同型である。冪等元 e を R[G] のある冪等元 E に持ち上げると、左加群 E.R[G] は e.K[G] に同型な法 p-還元を持つ。

## ブラウアー指標に対するある直交関係式
射影加群が持ち上げられたとき、対応する指標は位数が p で割れる各元の上で消え、（1 の冪根の選び方と整合的に）もとの標数 p の加群の p-正則元上のブラウアー指標と一致する。従って、直既約射影加群のブラウアー指標と任意のブラウアー指標との（通常の指標環の）内積が定義可能である。この内積の値は、任意に与える後者のブラウアー指標が前者の直既約射影加群の座と同型でない座を持てば 0 であり、同型であれば 1 となる。直既約射影加群の持ち上げの指標における通常既約指標の重複度は、通常指標の p-正則元への制限を既約ブラウアー指標の和として表すとき、直既約射影加群の座のブラウアー指標の現れる回数に等しい。

## 行列の分解とカルタン行列
直既約射影加群の組成因子は以下のように計算することができる。特定の有限群の既約通常指標と既約ブラウアー指標が与えられたとき、既約通常指標は既約ブラウアー指標の非負整係数線型結合に分解できるが、これらの係数として表れる整数を、既約通常指標側を行に既約ブラウアー指標側を列に充てて行列の形に並べることができる。これを、分解行列 D と呼ぶ。分解行列の第 1 行と第 1 列はそれぞれ自明通常指標と自明ブラウアー指標を充てるものとする。D の転置行列と D 自身との積はふつう、カルタン行列 C と呼ばれ、その第 j-列の各成分は j-番目の直既約射影加群の組成因子としての単純加群の重複度であるような対称行列になる。カルタン行列は正則であり、実はその行列式の値は K の標数の冪になる。
与えられたブロックに属する直既約射影加群はその組成因子全てが同じブロックに属するから、各ブロックはそれぞれ独自のカルタン行列を持つ。

## 不足群
群環 K[G] の各ブロック B に対して、ブラウアーはその不足群と呼ばれるある種の p-部分群を対応させた（ここで p は K の標数である）。きちんと述べれば、B の不足群とは、G の p-部分群 D で、部分群 DCG(D) に対して B のブラウアー対応が存在するようなもののうち最大のものをいう。
一つのブロックに関する不足群は、共軛を除いて一意であり、ブロックの構造に強く影響する。例えば、不足群が自明ならば、そのブロックはただ一つの単純加群、ただ一つの通常指標を含み、関係する標数 p と素な位数を持つ元の上で通常既約指標とブラウアー既約指標の値が一致して、この単純加群は射影的になる。他に極端な例として、K の標数が p のとき有限群 G のシロー p-部分群は K[G] の主ブロックの不足群と一致する
ブロックの不足群の位数は、表現論に関係する多くの算術的特徴付けを持つ。これはブロックのカルタン行列の最大の不変因子であり、重複度 1 で現れる。また、ブロックの不足群の指数を割り切る p -冪は、そのブロックに属する各既約加群の次元を割る p-冪の最大公約数に一致し、またこれはこのブロックに属する各通常既約指標の次数を割る p-冪の最大公約数とも一致する。
ブロックの不足群と指標理論との間の他の関係性としては、ブラウアーの得た「与えられたブロックの不足群の元 g の p-成分が共軛を持たないならば、そのブロックの任意の既約指標は g において消える」というものがある。これはブラウアーの第二主定理の数多ある帰結の中の一つである。
ブロックの不足群は、ブロック理論へのより加群理論的なアプローチからの特徴付けも様々にできる。これはグリーンが構築した手法で、直既約加群に対してその相対射影性を使って定義される頂点と呼ばれる p-部分群を対応付けるものである。例えば、あるブロックに属する各直既約加群の頂点は、そのブロックの不足群に（共軛を除いて）含まれ、かつその不足群の真の部分群はこの性質を持たない。
ブラウアーの第一主定理は「有限群 G の与えられた p-部分群 D を不足群に持つブロックの総数は、D の G おける正規化群 N = NG(D) に対して、N の D を不足群に持つブロックの総数と一致する」ことを主張する。
非自明な不足群を調べる最も簡単なブロック構造は、不足群が巡回群のときで、この場合そのブロックに属する直既約加群の同型類は有限個しかない（有限表現型）。このようなブロックの構造は、ブラウアー, デイド、グリーン、トンプソン他多数の研究により、いまではよく分かっている。これ以外の場合には、ブロックに属する直既約加群の同型類は無限個存在する（無限表現型）。
不足群が巡回群でないようなブロックは、tame 表現型と wild 表現型の二種類に大別することができる。（素数 2 に対してのみ存在する）tame 表現型ブロックは、二面体群、準二面体群あるいは（一般）四元数群を不足群に持ち、それらの構造はエルトマンによる一連の論文で広く決定されている。wild 表現型ブロックに属する直既約加群は、主ブロックに対するものであっても、分類は極めて困難である。